# Grande purge de Mandalore
La Grande purge de Mandalore, ou Nuit des mille larmes, se déroule dans l'univers de Star Wars. Il s'agit du massacre des Mandaloriens commis par l'Empire galactique, en particulier sur la planète Mandalore.
La Grande purge de Mandalore est visible en flashback dans la série télévisée Le Livre de Boba Fett et est évoquée à plusieurs reprises dans les séries télévisées The Mandalorian et Ahsoka.

## Univers

Un sabre laser bleu, arme des Jedi et un sabre laser rouge, arme des Sith.

L'univers de Star Wars se déroule dans une galaxie habitée par des humains et de nombreuses espèces extraterrestres. Elle est le théâtre d'affrontements entre les chevaliers Jedi et les seigneurs noirs des Sith, personnes sensibles à la Force, un champ énergétique mystérieux leur procurant des pouvoirs psychiques. Les Jedi maîtrisent le côté lumineux de la Force, pouvoir bénéfique et défensif, pour maintenir la paix dans la galaxie. Les Sith utilisent le côté obscur, pouvoir nuisible et destructeur, pour leurs usages personnels et pour dominer la galaxie.
Depuis le rachat de la société Lucasfilm par la Walt Disney Company, il existe deux univers Star Wars : le « Légendes » et l'« Officiel ». Ils ont pour point commun les six premiers films et la série télévisée The Clone Wars. L'univers Légendes reprend en plus les histoires complémentaires présentées dans des livres, des bandes dessinées, des téléfilms ou des jeux sortis avant 2014. L'univers Officiel reprend, lui, les histoires des films et des autres supports parus depuis 2014,.

## Contexte

### OpérationCendres
Anticipant sa mort, l'empereur Palpatine prépare un plan, l'opération Cendres, qui doit être lancée par l'Empire galactique après sa mort. L'objectif de l'opération Cendres est de punir les échecs et les opposants de l'Empire. Ainsi, à la suite de la bataille d'Endor, l'opération est organisée par ce qu'il reste de l'Empire, qui survit environ un an à la mort de Palpatine.
L'opération Cendres, ou Contingence, vise diverses cibles à travers la Galaxie et submerge la Nouvelle République naissante. Les Mandaloriens sont l'une de ces cibles de l'Empire.

### Cas de Mandalore
Le fait que Mandalore soit l'une des cibles de l'opération s'explique principalement pour deux raisons.
D'une part, les Mandaloriens sont réputés pour être parmi les plus grands guerriers de la Galaxie. Mandalore est à la fois une civilisation guerrière et une planète riche en ressources naturelles, en particulier en beskar, un métal très résistant utilisé pour les armures mandaloriennes. Le risque d'un développement de la civilisation mandalorienne est alors que ce peuple ne devienne l'un des groupes les plus influents de la Galaxie après la mort de Palpatine,.
D'autre part, les Mandaloriens se sont libérés de l'emprise impériale très tôt au début de la guerre civile galactique. Après l'échec de l'occupation impériale, les tensions géopolitiques entre l'Empire galactique et l'espace mandalorien restent fortes à la veille de la Grande purge,.
Plus tôt dans l'histoire impériale, l'Empire galactique a utilisé des armes développées par la Mandalorienne Sabine Wren. Ces armes, en particulier le Générateur d'Arc Impulsion, sont utilisées contre les Mandaloriens opposés à l'occupation impériale de Mandalore, confiée au Mandalorien pro-impérial Gar Saxon. Cependant, Sabine et ses alliés rebelles dirige une opposition, détruit le Générateur d'Arc Impulsion et obtient le Sabre noir. L'Empire est chassé de Mandalore, et dès lors, constatant que l'occupation de Mandalore est vouée à l'échec, une purge peut commencer à être envisagée.

## Forces en présence

### Empire galactique
La flotte de l'Empire galactique est notamment équipée de vaisseaux tels les bombardiers TIE.

### Mandaloriens
Les Mandaloriens ne sont pas soutenus par les forces de la Nouvelle République, déjà occupées sur d'autres fronts de l'opération Cendres.

## Déroulement
Après le lancement de l'attaque impériale sur Mandalore, la dirigeante mandalorienne Bo-Katan Kryze part à la rencontre du dirigeant impérial Moff Gideon, à l'origine de l'offensive. Bo-Katan cherche à négocier une trêve. Gideon lui demande de se rendre et de lui remettre le Sabre noir, en échange d'un arrêt des massacres. Bo-Katan accepte, mais Gideon poursuit malgré tout l'éradication du peuple mandalorien.
Les mines de beskar et les zones densément peuplées de Mandalore, en particulier le dôme de la capitale Sundari, sont rasées par les bombardiers TIE et des destroyers stellaires de l'Empire,,.
Une fois les infrastructures de la planète ravagées par les bombardements, les survivants sur Mandalore sont attaqués par des droïdes assassins déployés par les forces impériales de Moff Gideon,.

## Bilan
L'une des principles familles victimes de la Grande purge de Mandalore est le clan Wren, dirigé par Ursa Wren, la mère de Sabine Wren. Le rôle de groupe mandalorien majeur de l'opposition à l'Empire galactique pendant la guerre civile galactique peut expliquer le fait que le clan Wren puisse être l'une des principales cibles de la purge orchestrée par l'Empire. Seule Sabine échappe à l'élimination du clan Wren,.
Peu de communautés mandaloriennes survivent à la Grande purge de Mandalore. Parmi ces rares survivants se trouvent les Héritiers de la Death Watch, qui, au moment du massacre, se trouvent en secret à Concordia, satellite naturel de Mandalore qui abrite depuis la guerre des clones la Death Watch,,.

## Conséquences

### Pour les Mandaloriens
Les Mandaloriens survivants doivent quitter Mandalore et se cacher pour continuer à vivre selon les traditions mandaloriennes malgré la répression de l'Empire galactique. Certains s'installent autre part dans la Bordure extérieure.
Les Mandaloriens restants vivent désormais isolés et certains groupes de survivants instaurent des règles particulières pour s'assurer que leur existence reste un secret. Ainsi, les autres civilisations de la Galaxie croient que le peuple mandalorien a totalement disparu après le massacre impérial.
Bo-Katan Kryze est considérée comme responsable de la Grande purge de Mandalore par une partie des survivants, dont l'Armurière des Héritiers de la Death Watch. Selon l'Armurière, le fait que Bo-Katan ait obtenu le Sabre noir de Sabine Wren sans la vaincre en duel, mais parce que Sabine le lui a offert, devait nécessairement amener à une malédiction du peuple mandalorien. Ce non-resect du Credo Mandalorien est, selon l'Armurière, la cause de l'éradication des Mandaloriens. Cette vision des faits amène à une perte de légitimité de Bo-Katan Kryze en tant que leader de Mandalore,.

### Pour Mandalore
Les Mandaloriens croient qu'après cet événement l'air de Mandalore est devenu irrespirable, et ne cherchent donc pas à s'y rendre. Certaines rumeurs stipulent même que Mandalore a été détruite, comme Alderaan auparavant. En réalité, Mandalore existe alors encore et son atmosphère reste respirable comme auparavant.
Même si la planète paraît inhabitable pour les Mandaloriens, plusieurs espèces survivent à l'attaque impériale. Ainsi, les alamites, des êtres humanoïdes qui jusque-là ont vécu à l'extérieur des villes mandaloriennes, s'installent dans les ruines abandonnées par les Mandaloriens.
Après la purge, Moff Gideon installe une base impériale dans la Grande forge qu'utilisaient auparavant les Mandaloriens. Il exploite le beskar de Mandalore pour former une armée de soldats impériaux calqués sur les anciens commandos mandaloriens loyaux à l'Empire sous l'occupation impériale de Mandalore. Ces nouveaux soldats sont en effet équipés d'armures en beskar pillé dans les mines mandaloriennes après la purge.

## Réception
Selon un article du site Internet Comic Book Resources, la Grande purge de Mandalore est un événement peu surprenant dans l'histoire de l'Empire galactique puisqu'il s'inscrit dans une série de massacres perpétrés par l'Empire représentés dans d'autres oeuvres de l'univers étendu, à Géonosis, à Alderaan ou encore à Kamino.
Selon un autre article du même site, la Grande purge de Mandalore s'inscrit aussi dans une série d'opérations perpetrées par l'Empire galactique pour ensuite utiliser une ressource propre à une civilisation, comme l'Empire l'a fait avec les kaminoens et les Jedi. En l'occurrence, l'Empire exploite le beskar mandalorien après la Grande purge de Mandalore. Cet événement est ainsi un autre exemple de cas dans lequel les actions impériales remplissent « la fonction la plus basique de toutes les formes d'impérialisme : le vol et le contrôle des ressources d'une civilisation »,.
Un article du site Internet Screen Rant souligne le fait que, si la Grande purge de Mandalore a lieu à la fin de la guerre civile galactique, cela n'explique pas l'absence des Mandaloriens dans la trilogie originale, question considérée comme majeure par l'article. Le même article propose que Mandalore reste déchirée par une guerre civile entre la libération de l'emprise impériale et la Grande purge, pour expliquer l'indisponibilité des forces mandaloriennes dans la lutte de l'Alliance rebelle contre l'Empire galactique.
Un article du site Internet IGN établit un parallèle entre la situation des Mandaloriens après la Grande purge de Mandalore et la leur après un événement de l'univers Legends, la défaite du dirigeant mandalorien Mandalore l'Ultime face à Revan, qui amène à la dispersion des Mandaloriens désormais sans chef.

### Propositions de média représentant l'événement
Selon un article du site Internet Screen Rant, la Grande purge de Mandalore n'est pas représentée dans une œuvre de l'univers étendu Star Wars parce qu'elle n'implique pas de personnages majeurs, à l'exception de Bo-Katan Kryze et Moff Gideon.
Selon un autre article du même site, le fait que l'événement ne soit pas montré dans la saison 3 de The Mandalorian rend incertain l'idée que l'univers étendu revienne sur la Grande purge de Mandalore, maintenant que l'enjeu principal, le contrôle de Mandalore, a été résolu. L'article suggère cependant que la purge pourrait figurer dans une série d'animation comme Tales of the Jedi ou dans un flashback concernant Sabine Wren.
En septembre 2023, un fan met en ligne sur YouTube un court-métrage d'une vingtaine de minutes représentant la Grande purge de Mandalore, qui à cette date n'a pas encore été montrée en détail dans l'univers étendu de Star Wars, seul le bombardement final étant représenté en flashback dans Le Livre de Boba Fett,.

#### Idée de jeu vidéo
En janvier 2022, un article du site Internet Game Rant affirme qu'il serait intéressant que le deuxième jeu Star Wars Jedi mette en scène la Grande purge de Mandalore, alors que l'événement est mentionné dans The Mandalorian sans que la nature de l'attaque impériale soit alors clairement expliquée.
Environ un an plus tard, un article du même site suggère que la Grande purge de Mandalore serait un sujet intéressant à explorer dans un jeu vidéo de l'univers étendu Star Wars.
Un article du site Internet Screen Rant évoque quant à lui l'idée d'un jeu vidéo sur l'ascension de Moff Gideon au sein de l'Empire galactique, jeu vidéo qui pourrait se terminer avec l'attaque sur Mandalore et un affrontement contre Bo-Katan Kryze.